# Bo Derek

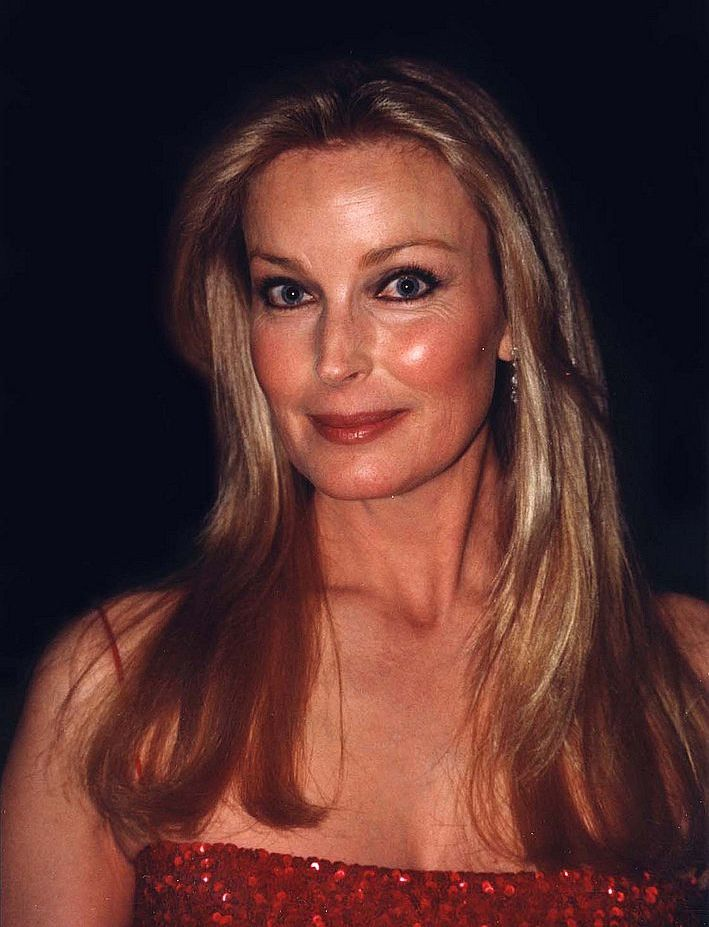
Bo Derek, 1998

Bo Derek (născută Mary Cathleen Collins la 20 noiembrie 1956) este o actriță americană de film.

## Filmografie selectivă
- 1977 Orca (Orca), regia Michael Anderson
- 1979 Zece (10), regia Blake Edwards
- 1980: A Change of Seasons, regia Richard Lang
- 1984 Bolero, regia John Derek